# Au vieux plongeur
Au vieux plongeur est un magasin français de vente d'articles de plongée sous-marine fondé à Marseille par François Clouzot en 1934. C'est le plus vieux et le plus grand magasin de ce type en France.[réf. nécessaire].

## Historique
En 1934, François Clouzot, neveu du réalisateur Henri-Georges Clouzot, ouvre un rayon plongée dans son magasin cours Lieutaud à Marseille, c’est le premier magasin offrant des articles de plongée sous-marine dans la ville. En 1939, le magasin est chargé de la distribution des masques à gaz sur son secteur.
Lorsqu'un rayon plongée s'ouvre dans un magasin parisien, Clouzot décide de nommer son rayon « Au Vieux Plongeur ».
En 1967, Pierre Vogel rachète le magasin et lui donne une plus grande ampleur en le transformant en SARL.
En février 1998, à la suite du décès de son père, Patrice Vogel reprend la direction de la société et crée le premier site internet français de vente de matériel de plongée.
En 2006, le magasin déménage du cours Lieutaud vers la rue du Rouet.
En juillet 2011, la société Oxylane (Décathlon) entre au capital de l'entreprise,,. 
Cabesto fait alors partie du groupe Decathlon depuis 2008 et intègre le Vieux Plongeur puis est repris par son équipe managériale et des investisseurs privés en 2015.
En avril 2018 le magasin Vieux Plongeur déménage pour intégrer le magasin Cabesto d'Aubagne.

## Logo
Le logo, dû à Dominique Serafini, montre un plongeur équipé d'une combinaison, d'un masque et de palmes de couleur bleue, couché sur un poulpe rieur de couleur orange (couleur du magasin).

## Chiffres
En 2015, le Vieux Plongeur compte 12 salariés et 
- Une boutique à Marseille de 400 m2
- Un entrepôt de 800 m2

En 2018, seul le logo subsiste sur le magasin ainsi que les liens internet redirigeant les requêtes vers le site de Cabesto.